# Lapislàtzuli Editorial
Lapislàtzuli Editorial és una editorial independent catalana fundada el 2011 per l'escriptor Jon López de Viñaspre i el comunicador Enric Caujapé. El seu catàleg inclou obres de poetes com Antonina Canyelles, Elies Barberà, Montserrat Costas o Salem Zenia; de narradors com Clarice Lispector, Jorge Amado, Marian Vayreda, Bego Olivas, Raimon Casellas, o els japonesos Ichiyoo Higuchi, Ogai Mori, Soseki Natsume, Ryunosuke Akutagawa, Jun’ichiro Tanizaki, Naoya Shiga, Ranpo Edogawa, Kenji Miyazawa i Ango Sakaguchi; i d’autors de no-ficció com Juli Gutiérrez Deulofeu, Ko Tazawa, Norbert Bilbeny, Sílvia Campins i Luis Izquierdo-Mosso.
El seu primer llibre publicat fou Putes i consentits (antologia poètica) d'Antonina Canyelles. L’any 2014, el llibre La matemàtica de la història: Alexandre Deulofeu o el pensador global, de Juli Gutiérrez Deulofeu, va rebre el Premi Liberisliber al millor llibre de l’any. Aquest assaig va donar peu a la realització del documental Alexandre Deulofeu, l’historiador del futur, produït per Visiona TV i TV3.
El setembre de 2014, Lapislàtzuli va signar un acord de col·laboració amb el professor i traductor Ko Tazawa per desenvolupar una Sèrie de Literatura Japonesa, amb l’objectiu d’editar, ordenades cronològicament, 10 petites obres de grans autors contemporanis japonesos i fer conèixer millor al públic català la literatura d’aquell país.